# Somos nada
Somos nada è un brano musicale di Christina Aguilera, secondo singolo estratto dal suo secondo progetto discografico in lingua spagnola.

## Promozione
Il brano è stato presentato per la prima volta durante una performance dal vivo tenuta ai Latin Grammy 2021 da Christina Aguilera in compagnia del pianista Julio Reyes Copello. Successivamente Aguilera ha cantato il brano in varie altre occasioni, tra cui un medley tenuto ai People's Choice Awards 2021 in occasione della vittoria del premio alla carriera Music Icon Award.

## Video musicale
Un videoclip del brano è stato pubblicato in contemporanea al singolo. Il video fa da seguito a quello realizzato per il precedente singolo Pa' mis muchachas.